# آلکس جونیور کریستیان
آلکس جونیور کریستیان (فرانسوی: Alex Junior Christian‎؛ زادهٔ ۵ دسامبر ۱۹۹۳) بازیکن فوتبال در پست مدافع اهل هائیتی است.

## باشگاهی
از باشگاه‌هایی که در آن بازی کرده‌است می‌توان به باشگاه فوتبال بوآویستا و باشگاه فوتبال گاندزاسار کاپان اشاره کرد.

## تیم ملی
وی همچنین در تیم ملی فوتبال هائیتی بازی کرده‌است.